# 半领彩鹬
半领彩鹬（學名：Nycticryphes semicollaris）是一種涉禽，屬於鳥綱鴴形目彩鹬科，是半領彩鷸屬下的單屬種。其所屬的彩鹬科（Rostratulidae）也是一個小科，只有另一屬另外兩個物種。

## 描述
頭及頸為深紅棕色並在鳥冠上帶有黃色條紋，上半身深灰棕色配白點；下半身全白。此科的雌鳥一般體型較大及毛色較亮麗，但此種對比起另外兩種，兩性異形的情況並不明顯。有一相對較長及筆直的喙部，趾上有蹼等特徵都使此種與另外兩種區為不同的屬。體長19至23厘米，重65至86克。

## 分佈及習性
此種分佈於南美洲的南部，包括巴西南部、巴拿圭、烏拉圭、智利及阿根廷等地，生境為低地區的淡水濕地及濕潤草原等。

## 行為

### 飲食
雜食性，於黃昏時間探頭於濕潤的泥中吞食無脊椎動物及種子等。

### 繁殖
一夫一妻制，築巢於濕地旁不起眼的草叢中，淺薄的半蓋狀，一叢約生2至3枚蛋。繁殖期約為7月至翌年2月。

### 叫嗚
沙啞叫聲，在飼養種中曾錄得"wee-oo"般的低嗚。

## 保護現狀
半領彩鷸是在智利及阿根廷等地是民間傳統上的賽鳥，因此多有被捕獵的紀錄。在其廣泛分佈的區域內並不是一種常見鳥種，淡水濕地也而受到被抽乾池水的威脅。但到目前為止，仍未有文獻指其種群數目有太大的威脅，因此在IUCN紅色名錄內評為無危物種。

## 外部連結
- 在Answers.com上半领彩鹬的介紹（页面存档备份，存于）